# ヤマハミュージックエンタテインメントホールディングス
株式会社ヤマハミュージックエンタテインメントホールディングス（英: Yamaha Music Entertainment Holdings, Inc.、略称: YMEH）は、ヤマハグループ内の音楽ソフト事業を担う企業。
2007年6月1日の設立当初は持株会社（中間持株会社）であったが、2017年4月1日までに、株式会社ヤマハミュージックコミュニケーションズを除く子会社と合併し、事業会社となった。

## 概要
アマチュアミュージシャンの活動支援、アーティストの発掘や育成、音楽ソフトの発売や楽譜・音楽雑誌の発行、着メロ・着うた等携帯電話向けコンテンツの配信は、それまでヤマハ本体の各部門及びその子会社において行われてきた。それらの音楽ソフト事業を統括会社であるYMEHの下で再編し、より柔軟な体制で行うようにすることが、設立の目的であった。
現在は合併により、出版、音楽配信、音楽プロダクション、音楽出版、レーベルの各事業を自ら行っている。

## 本社所在地
本社は子会社のヤマハミュージックコミュニケーションズと同じ建物内にあり、2021年4月1日に東京都渋谷区神宮前の住友不動産原宿ビルから高田馬場事業所があった東京都豊島区高田のヒューリック高田馬場ビルに統合移転、さらに2024年9月1日には横浜市西区みなとみらいの横浜シンフォステージウエストタワーに移転した。

## 傘下企業
- 株式会社ヤマハミュージックコミュニケーションズ（YMC、音声・映像ソフトの企画・制作・製造・販売）

### 過去の傘下企業
- 株式会社ヤマハエーアンドアール（YAR、音楽プロダクション業務、レーベル業務。2013年、YMEHに吸収合併）
- 株式会社ヤマハミュージックアンドビジュアルズ（YMV、旧ヤマハ・アトス・ミュージック・アンド・ビジュアルズ。映像コンテンツの企画・制作・販売。2015年、YMMに吸収合併）
- 株式会社ヤマハミュージックメディア（YMM、マルチメディアソフトの製作・販売、音楽図書・教材等音楽出版物の製作・販売、海外ソフト・楽譜の輸入販売、PC・携帯・店頭端末向け音楽データの配信。2017年4月、YMEHに吸収合併）
- 株式会社ヤマハミュージックパブリッシング（YMP、原盤制作、音源・楽曲の著作権管理、プロモーション、音楽配信、商品企画。2017年4月、YMEHに吸収合併）
- 株式会社ヤマハミュージックアーティスト（YMA、音楽プロダクション業務、レーベル業務。2017年4月、YMEHに吸収合併）
- 株式会社エピキュラス（コンサート・イベント等の企画・制作・運営、音楽制作、音響・照明制作、録音。2017年4月、YMEHに吸収合併）

## 管理楽曲の著作権表記

### 過去
- ヤマハ音楽振興会時代（1966年 - 2008年）
  - “© 1966 - 2008 by YAMAHA MUSIC FOUNDATION.”[注 1]
- ヤマハミュージックパブリッシング時代（2008年 - 2017年）
  - “© 1966 - 2017 by YAMAHA MUSIC PUBLISHING, INC.”

### 現在（2017年 - ）
- ヤマハミュージックエンタテインメントホールディングス時代（2017年 - ）
  - “© 1966 - 20XX by Yamaha Music Entertainment Holdings, Inc.”